# Marharyta Gejko
Marharyta Gejko (ukrainska: Маргарита Гейко), född 16 februari 2006 i Dnipro, Ukraina, är en volleybollspelare (högerspiker).
Gejko spelar med Ukrainas landslag och för den ukrainska klubben SK Prometej.